# Rigelský tunel
Rigelský tunel je 139,05 metrů dlouhý železniční tunel na trati číslo 037 spojující Liberec s Zawidówem v Polsku. Je umístěn mezi traťovými kilometry 189,249 a 189,388. Nachází se mezi stanicemi Frýdlant v Čechách a Minkovice. Původně byl sice plánován pro dvě koleje, avšak je v něm vybudována pouze jedna kolej. Za ním, ve směru na Minkovice, bezprostředně navazuje most přes řeku Smědou. V tunelu se nachází dva záchranné výklenky. Celý tunel je obezděn ze žulových kvádrů a čelní zdi portálů jsou z kamenného kvádrového zdiva. Portálové věnce jsou tvořeny hrubě opracovanými bosovanými kvádry. Zprovozněn byl v roce 1875.
Vláda České republiky na svém zasedání konaném 8. října 2014 schválila návrh investic, podle kterého se měl tunel za částku čtyřiceti milionů korun českých zrekonstruovat. Tato oprava probíhala ve druhé polovině roku 2015. Začala 1. srpna a skončit měla 27. listopadu téhož roku. Během ní obnovou prošly i železniční spodek a svršek, mosty, ale také železniční přejezdy. Prováděné úpravy měly zvýšit kvalitu osobní přepravy po této trati, když například došlo k nárůstu traťové rychlosti v tunelu o 20 km/h. Finančně opravu podpořila Evropská unie prostřednictvím svého operačního programu Doprava (OPD 2007–2013).